# Avro 626
Avro 626 là một loại máy bay huấn luyện hai tầng cánh của Anh, do hãng Avro chế tạo trong thời gian giữa hai cuộc Thế chiến.

## Biến thể
- Avro 626:
- Avro Prefect:
- Avro 637:
- Tatra T.126:

## Quốc gia sử dụng
ArgentinaKhông quân Argentina
 ÁoKhông quân Áo
 BỉKhông quân Bỉ
 Brasil
 CanadaKhông quân Hoàng gia Canada
 Đài LoanKhông quân Cộng hòa Trung Hoa
 ChileKhông quân Chile
 Tiệp Khắc
 EgyptKhông quân Hoàng gia Ai Cập
 EstoniaKhông quân Estonia
 Hy LạpKhông quân Hy Lạp
 IrelandQuân đoàn Không quân Ireland
 Lithuania
 New ZealandKhông quân Hoàng gia New Zealand
 Bồ Đào NhaKhông quân Bồ Đào Nha và Hải quân Bồ Đào Nha
 Slovakia
- Không quân Slovak (1939-1945)

 Cộng hòa Tây Ban Nha
- Không quân Cộng hòa Tây Ban Nha

 Anh QuốcKhông quân Hoàng gia

## Tính năng kỹ chiến thuật (Avro 626 (động cơ Lynx IVC))
Dữ liệu lấy từ Avro Aircraft since 1908
Đặc điểm tổng quát
- Kíp lái: 2
- Chiều dài: 26 ft 6 in (8,08 m)
- Sải cánh: 34 ft 0 in (10,36 m)
- Chiều cao: 9 ft 7 in (2,92m)
- Diện tích cánh: 300 ft² (27,9 m²)
- Trọng lượng rỗng: 1.765 lb (801 kg)
- Trọng lượng có tải: 2.750 lb (1.247 kg)
- Động cơ: 1 × Armstrong Siddeley Lynx IVC, 210 hp (157 kW)

 Hiệu suất bay 
- Vận tốc cực đại: 97 kn (112 mph, 180 km/h)
- Vận tốc hành trình: 83 kn (95 mph, 153 km/h)
- Tầm bay: 209 nmi (240 mi, 386 km)
- Trần bay: 14.800 ft (4.511 m)
- Vận tốc lên cao: 880 ft/phút (4,5 m/s)
- Tải trên cánh: 9,18 lb/ft² (44,7 kg/m²)
- Công suất/trọng lượng: 0,076 hp/lb (0,126 kW/kg)